# قانون رايلي-جينس

مقارنة بين قانون رايلي-جينس ، وقانون فين ، وقانون بلانك لإشعاع جسم أسود عند درجة حررة 8 مللي كلفن. منحنى بلانك (الأخضر) يطابق قياسات التجارب تماما.

قانون رايلي-جينس في الفيزياء هو قانون حاول تفسير الانبعاث الطيفي للاشعة الكهرومغناطيسية التي يصدرها جسم أسود في نطاق جميع الأطول الموجية عند درجة حرارة معينة، وذلك عن طريق الميكانيكا التقليدية، في بداية القرن العشرين.
إذا كانت طول الموجة لشعاع كهرومغناطيسي (λ) يمكن التعبير عنه بالمعادلة ;
{\displaystyle B_{\lambda }(T)={\frac {2ckT}{\lambda ^{4}}},}
حيث :
c سرعة الضوء,
k ثابت بولتزمان ،
T درجة الحرارة بوحدة كلفن.
وصياغة هذا القانون باستخدام التردد ν, نحصل على :
{\displaystyle B_{\nu }(T)={\frac {2\nu ^{2}kT}{c^{2}}}.}
يطابق قانون رايلي-جينس النتائج التجريبية تماماً في نطاق الأطول الموجية الطويلة وبالتالي للترددات المنخفضة، ولكنه يتعارض مع النتائج التجريبية في نطاق الأطول الموجية القصيرة (أي عند الترددات العالية)، وقد أصبح عدم تطابق الحسابات النظرية لتلك المعادلات مع القياسات في النطاق الكامل للأطوال الموجية مشكلة كبيرة سميت في نهاية القرن التاسع عشر ومطلع القرن العشرين كارثة الأشعة فوق البنفسجية.
وكان عدم تطابق النظرية مع القياسات تمهيداً لحل المشكلة بطريقة أخرى عن طريق ماكس بلانك مع مطلع القرن العشرين، وكان ذلك دافعاً للتفكير في نظرية الكم وابتكار ميكانيكا الكم فيما بعد.

## اكتشاف الكم في الطاقة
استطاع ماكس بلانك في نهاية عام 1900 تفسير الاختلاف بين الحسابات النظرية والقياسات التجريبية وصاغ قانونه المسمى قانون بلانك للإشعاع الكهرومغناطيسي وهو يجمع بين قانون فين وقانون رايلي-جينس .
فإذا اخترنا
{\displaystyle hc/\lambda \ll kT}
وعوضنا به نحصل على قانون بلانك :
{\displaystyle B_{\lambda }(T)={\frac {2hc^{2}}{\lambda ^{5}}}~{\frac {1}{e^{\frac {hc}{\lambda kT}}-1}},}
وبإجراء التقريب
{\displaystyle e^{x}\approx 1+x}
في حالة الأًسات الصغيرة نحصل على قانون رايلي-جينس مباشرة :
{\displaystyle I(\lambda )\,\mathrm {d} \lambda ={\frac {2\pi ckT}{\lambda ^{4}}}\mathrm {d} \lambda .}
بذلك توصل ماكس بلانك إلى الثابت الطبيعي h والذي سمي باسمه فيما بعد ثابت بلانك وهو أحد الثوابت الطبيعية الهامة في بناء المادة وبالتالي بناء الكون إلى جانب ثابت الجاذبية وكتلة الإلكترون وكتلة البروتون وسرعة الضوء.
وعندما قام بلانك بصياغة قانونه حيث كان يعتبر توزيع الطاقة الكهرومغناطيسية على جميع مستويات الهزاز المشحون في المادة (اهتزاز الذرات في المادة)، ولم يتوصل إلى قانونه إلا باعتبار أن تلك الاهتزازات تنحصر في مستويات محدد من وحدة طاقة E ومضاعفاتها، واعتبار طاقة الإشعاع متناسبة طردياً مع تردد اهتزازاتها (ν):
{\displaystyle E=h\nu .\,}
ومضاعفاتها بالتالي:
{\displaystyle E=n.h\nu .\,}
حيث ... n = 1 , 2 , 3
وقد افترض بلانك هذا الفرض عن كمومية الطاقة قبل افتراض اينشتاين عن وجود الفوتون لتفسير التأثير الكهروضوئي بنحو خمس سنوات، وبعد ذلك قام مجموعة من العلماء في الأعوام من 1923 إلى 1930 وعلى رأسهم فيرنر هايزنبيرغ وإرفين شرودنغر بصياغة ميكانيكا الكم التي غيرت من مفاهيمنا للطبيعة حولنا تغييراً جذرياً.

## اقرأ أيضا
- إشعاع حراري
- جسم أسود
- قانون فين للإزاحة
- مستوى طاقة
- ذرة
- طيف
- قانون بلانك